# Râul Vârghiș, Olt
Pârâul Vârghiș este singurul pârâu din Depresiunea Baraolt și din județul Covasna care izvorăște din Harghita Centrală. La Merești traversează munții Perșanii Nordici formând Cheile Vârghișului, una dintre cele mai mari regiuni carstice ale Ținutului Secuiesc. Trece prin imediata apropierea așezărilor: Vlăhița și Vârghiș. Pârâul Vârghiș se întâlnește cu pârâul Kormos în apropiere de Racoșul de Sus, apoi de acolo se revarsă în râului Olt. 

## Hărți
- Harta județului Harghita
- Harta Munții Ciucului  Arhivat în 28 ianuarie 2018, la Wayback Machine.
- Harta Munții Bodoc-Baraolt  Arhivat în 29 ianuarie 2014, la Wayback Machine.